# Isabel de Burgh
Isabel de Burgh (c. 1289 - 27 de outubro de 1327) foi a segunda esposa de Roberto I da Escócia, tendo sido coroada rainha da Escócia junto com o marido em março de 1306.
Oriunda de uma poderosa família irlandesa com ligações na Inglaterra, Isabel nunca aprovou os esforços dos escoceses e de seu marido para a independência da Escócia.
Em outubro de 1306, Isabel foi feita refém dos ingleses, juntamente com outros membros da família de seu marido Roberto Bruce: as irmãs dele, Maria e Cristina, e a filha do primeiro casamento, Marjorie, além da condessa Isabella MacDuff. Elas ficaram presas por vários anos até as guerras de independência terminarem, e elas terem então sido trocadas em 1314 por reféns ingleses presos na Escócia.

## Relações familiares

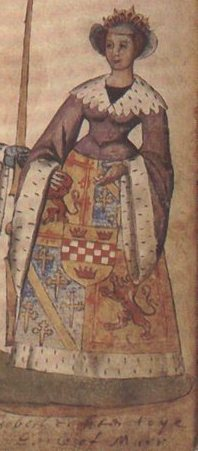
Isabel de Burgh. Seu vestido é estampado com o leão vermelho num fundo amarelo, parte do brasão de armas da Escócia.

Isabel foi filha de Ricardo Óg de Burgh, 2.º conde de Ulster e 3.º Barão de Connaught, chamado o "Conde Vermelho", um dos mais poderosos nobres irlandeses do final do século XIII e início do século XIV, e de sua esposa Margarida de Burgh, falecida em 1300. O pai de Isabel era um amigo próximo do rei Eduardo I de Inglaterra.
Isabel provavelmente conheceu Roberto Bruce, então conde de Carrick, na corte inglesa, e eles se casaram em 1302. Ela teria cerca de 13 anos de idade.
Ela foi mãe de quatro filhos. O seu filho mais novo sucedeu ao pai no trono da Escócia como rei David II da Escócia.